# Gilles-François de Beauvais
Pour les articles homonymes, voir de Beauvais.
Gilles-François de Beauvais (7 juillet 1693 - ca. 1773) est un écrivain et prédicateur jésuite.

## Biographie
Né au Mans, Gilles de Beauvais s'affilia à la Société de Jésus en 1709. Il enseigna les belles-lettres, la rhétorique et la philosophie. Après son ordination, on lui confia en 1744 la mission de prêcher et d'annoncer l'Avent à la cour. Cette année-là, il publia sa Vie d'Ignatius Azevedo, calquée sur la biographie originale (1743) en italien du Père Cabral (pseudonyme de Giulio Cesare Cordara). Gilles de Beauvais dédia ce livre au roi Stanislas de Pologne. En 1759, il devint confesseur de Madame Louise de France. Il mourut probablement à Paris en 1773.

## Œuvre
L'œuvre majeure de Gilles de Beauvais est consacrée à la vie et au martyre d'Ignatius de Azevedo de Porto (1528-1570), qui fut missionnaire au Brésil comme visiteur de l'ordre jésuite, et fut exécuté le 15 juillet 1570 au large des Îles Canaries avec 39 de ses compagnons par des pirates huguenots français. Ces « 40 martyrs du Brésil » furent canonisés en 1854. 
Gilles de Beauvais rédigea en outre divers ouvrages de dévotion et de direction spirituelle.